# Hvalfjarðarsveit

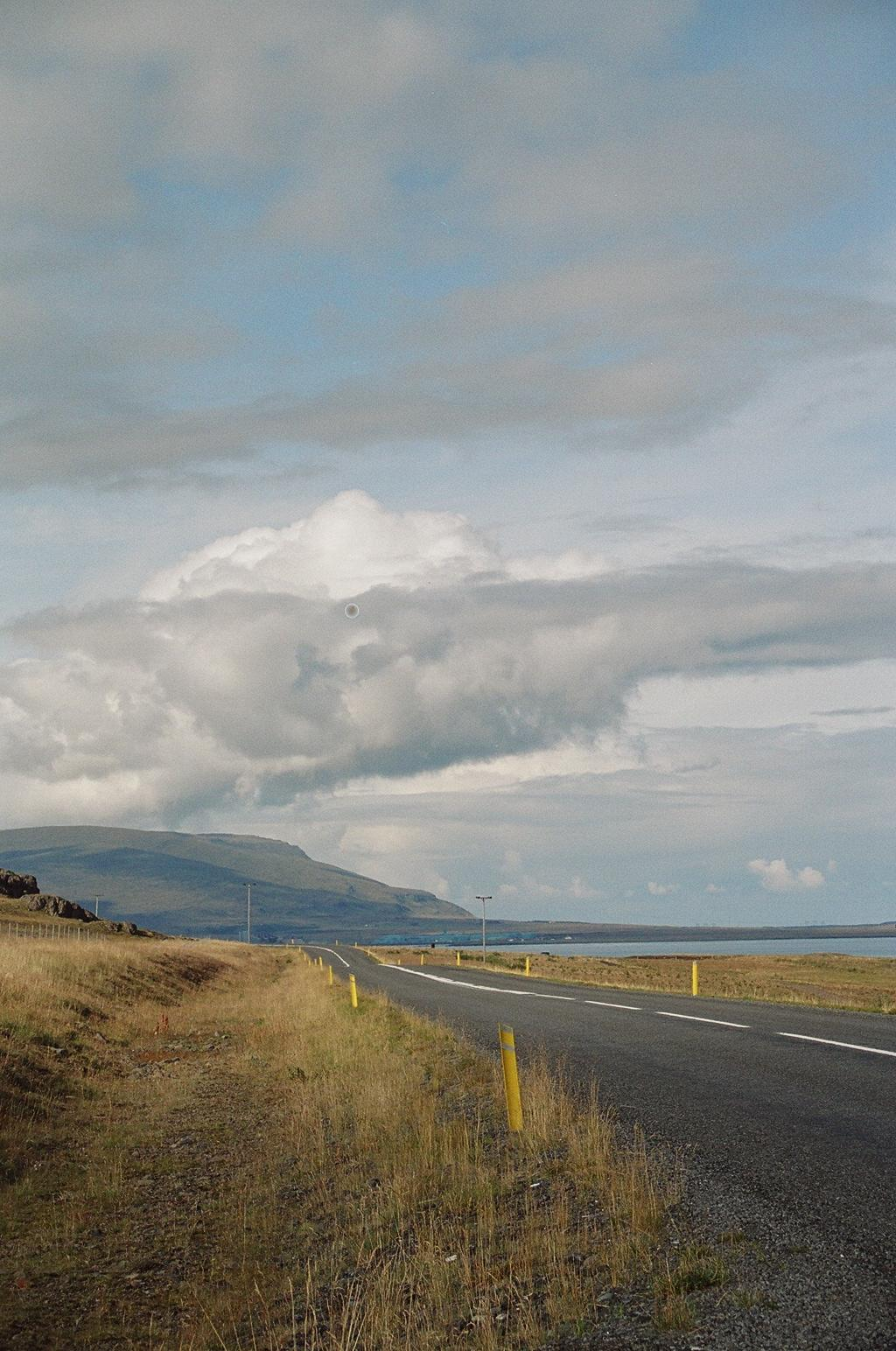
Hvalfjörður är omgiven av kommunen.

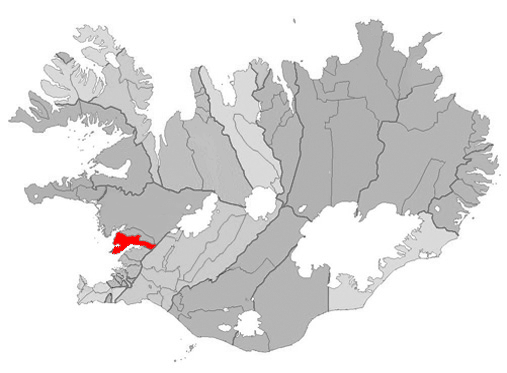
Karta över Island med Hvalfjarðarsveit markerat.

Hvalfjarðarsveit är en kommun i republiken Island.   Den ligger i regionen Västlandet, i den sydvästra delen av landet, 40 km norr om huvudstaden Reykjavik. Hvalfjarðarsveit hade 638 invånare 2019-01-01.
Inlandsklimat råder i trakten. Årsmedeltemperaturen i trakten är 0 °C. Den varmaste månaden är juli, då medeltemperaturen är 10 °C, och den kallaste är februari, med −6 °C.